# Adriano Foglia
Adriano Foglia (São Paulo, 25 de abril de 1981) é um futebolista de salão ítalo-brasileiro, que joga pela seleção italiana e pelo Magnus Futsal Sorocaba.
Foglia iniciou a carreira na Sociedade Esportiva Palmeiras e logo partiu para a Itália, onde se naturalizou italiano.
Além de uma larga experiência pela seleção italiana, acumula passagens por Stabia C/5, Augusta e Arzignano. Pelo Brasil já defendeu a extinta Malwee Futsal e a Futsal Brasil Kirin. Coleciona títulos importantes como a Liga Futsal (2014) e Futsal Euro (2004).
Em 2003, foi eleito o melhor jogador do mundo de futsal pela FIFA.